# Pièce de caractère

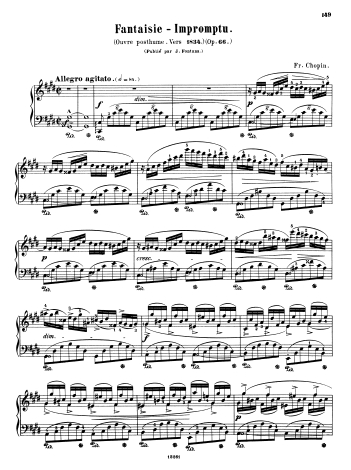
Pièce de caractère : Fantaisie impromptue (Chopin)

Une pièce de caractère (pièce caractéristique ou pièce de genre) (en allemand : Charakterstück) est une courte pièce musicale qui vise à exprimer un contenu extra-musical, une ambiance ou un caractère, le plus souvent décrit par un titre imagé ou anecdotique. « Ces morceaux se caractérisent par leur puissance évocatrice et descriptive, la façon dont les passions humaines sont représentées, et par leur volonté de charmer l’auditeur et l’interprète, d’en appeler à leur sensibilité. » Le titre peut désigner un personnage caractérisé, comme par exemple La Bersan (François Couperin) ; de même un animal, comme par exemple La Poule (Jean-Philippe Rameau) ; ou encore une ambiance émotionnelle, comme Les Langueurs tendres (F. Couperin) ou Sehnsucht ([Vague à l'âme]) (Franz Liszt) ; de même qu'une image ou un événement qui conduit à une ambiance, comme Wilder Reiter ([Cavalier sauvage]), Erster Verlust ([Première perte]) (Robert Schumann) ou Die Mühle im Schwarzwald ([Le moulin de la Forêt-Noire])(Richard Eilenberg). En principe, les pièces de caractère peuvent être composées pour tout type d'instrument, mais elles étaient (sont) particulièrement populaires dans la littérature solo pour viole de gambe, clavecin et piano. Toutefois, il existe également des pièces de caractère pour d'autres instruments et même pour orchestre (voir ci-dessous).

## Histoire

### Origines
Dès le XVIe siècle, certains compositeurs donnaient des noms extra-musicaux à leurs danses ou à leurs canzones instrumentales. Il s'agit, du moins dans certains cas, comme par exemple les canzones pour clavier La Rosa de Claudio Merulo (1533-1604) ou La Capricciosa de Vincenzo Pellegrini (vers 1562-1630) sont déjà des pièces de caractère. Vers 1600, des virginalistes anglais composèrent quelques petites pièces pour clavecin qui peuvent être considérées comme des pièces de caractère précoces, comme My Selfe ([Autoportrait]) ou My Grief ([Ma douleur]) de John Bull (1562-1628)   ou Farnabyes Conceit ([L'humeur de F.)]) ou Giles Farnabyes Dreame ([Le rêve de F.]) de Giles Farnaby (vers 1563-1640).
L'art de la caractérisation musicale s'est développé à l'époque baroque sur la base de ce qu'on appelle la théorie des affects (de), qui associe certaines humeurs et situations expressives à des moyens stylistiques musicaux.

### Premier épanouissement au XVIIIe siècle
La pièce de caractère proprement dite est apparue en France au XVIIIe siècle et a été principalement introduite par François Couperin (1668-1730), qui remplaça peu à peu les formes de danse traditionnellement utilisées jusqu'alors et qui limitaient considérablement l'imagination et l'expressivité musicales de ses suites (aussi appelées ordres) publiées à partir de 1713, presque exclusivement par des pièces de caractère. Il utilisait comme moyen de caractérisation non seulement le tempo, la tonalité, la mesure, la mélodie, le rythme ou la structure musicale - comme par exemple des pièces purement arpégés ou l'intégration de moyens musicaux considérés comme « italiens » (p.ex. la virtuosité) qui étaient jusqu'alors interdits à l'Académie royale de musique par des compositeurs comme Jean-Baptiste Lully ou Marin Marais -, mais aussi la tessiture utilisée de manière très ciblée (haute, moyenne, basse) sur le clavecin - bref, une conscience raffinée des sonorités. Couperin soulignait également sa volonté d'expression par l'utilisation d'une multitude de termes d'exécution inédits tels que tendrement, noblement, gracieusement, affectueusement, amoureusement, voluptueusement, grotesquement, languissament, audacieusement, etc. Les titres proprement dits des pièces de caractère de Couperin sont pleins d'allusions qui, de nos jours (et peut-être aussi à l'époque), ne sont parfois pas toujours compréhensibles ou qui sont d'emblée pensées comme mystérieuses, par exemple Les Barricades mystérieuses, Les Idées heureuses, etc. Tous ses successeurs, comme Jean-Philippe Rameau (1683-1764), Jean-François Dandrieu (c. 1682-1738), Louis-Claude Daquin (1694-1772), Jacques Duphly (1715-1789), entre autres, le suivirent jusque dans la seconde moitié du XVIIIe siècle dans cette prédilection pour les pièces de caractère.
Des « pièces caractéristiques » ont également été composées pour d'autres instruments, par exemple pour la viole de gambe, comme les pièces Les Pleurs de Monsieur de Sainte-Colombe et La Rêveuse de Marin Marais, tous deux connus du grand public grâce à la bande originale de Jordi Savall pour le film Tous les matins du monde. Dans ses Pièces de clavecin en concerts, Rameau a également écrit des pièces de caractère pour clavecin concertant avec accompagnement de violon et de viole de gambe (ou 2 violons, ou traverso et viole de gambe).
Des pièces de caractère inspirées du modèle français, et souvent avec des titres français, ont également été composées en Allemagne, notamment par Georg Philipp Telemann (1681-1767) dans ses suites pour orchestre, généralement mélangées à des danses. Les deux mouvements Les Irrésolus  et Les Capricieux de la suite d'ouvertures en sol mineur, TWV 55:g4, pour 3 hautbois, basson, cordes et b.c. de Telemann en sont des exemples.
Carl Philipp Emanuel Bach (1714-1788) a composé au milieu des années 1750, outre des sonates, des fantaisies et des rondos, plus de deux douzaines de « pièces caractérisées » (charackterisirte Stücke), parfois peu exigeantes sur le plan technique, mais séduisantes sur le plan esthétique  pour « Clavier » avec un titre français, dont la plupart font le portrait d'une personne de son cercle de connaissances berlinois, par ex. La Böhmer (Wq 117/26), La Caroline (Wq 117/39), etc. L'article féminin « La », comme c'était le cas en France, ne se réfère pas nécessairement au sexe de la personne représentée, mais est utilisé dans le sens de « la pièce » : Selon C.P.E. Bach lui-même, il voulait par exemple représenter dans La Pott (Wq 117/18) ([la démarche de l'homme]). Ces petites pièces étaient très populaires et largement diffusées à l'époque, certaines furent même imprimées. Parmi les autres compositeurs allemands qui ont également contribué au genre, on peut citer Carl Friedrich Christian Fasch (1736-1800), Johann Philipp Kirnberger (1721-1783) et Friedrich Wilhelm Marpurg. (1718-1795). Le recueil Musikalisches Mancherley (Berlin, 1762-1763) contient de nombreuses pièces de caractère, parfois anonymes.

### Intérêt théorique et besoins pédagogiques vers 1750-1800
Inspiré par les pièces de clavecin des clavecinistes français, le compositeur d'Allemagne du Nord Christian Gottfried Krause (de) recommanda lui aussi dans son ouvrage Von der musikalischen Poesie (1753) de donner un titre aux pièces musicales. Le principe de l'imitation de la nature, tel qu'il a été propagé par Charles Batteux, était important à cette époque.
Alors que des formes musicales plus abstraites comme la sonate et la symphonie s'imposaient dans toute l'Europe à l'époque préclassique et classique et étaient développées jusqu'à leur apogée, le théoricien de la musique Friedrich Wilhelm Marpurg et le compositeur Johann Friedrich Reichardt défendaient encore des points de vue similaires. En 1785, Christian Gottfried Körner écrivit son essai Über Charakterdarstellung in der Musik ([sur la représentation du caractère en musique]).
La demande pour ces œuvres musicales provenait surtout des cercles d'amateurs, moins des musiciens professionnels. Des Handstücke ([pièces pour  main]) servaient à l'enseignement de la musique , précurseurs des études (de piano) ultérieures du 19e siècle.
En 1784, Gottlieb Christian Füger publie Charakteristische Clavierstücke (de) pour présenter douze affects - un recueil de caractère plutôt d'étude esthétiquement et précisément en ce qui concerne l'art de la caractérisation musicale, bien en deçà des précurseurs français ou de C.B.E. Bach. Les pièces de caractère de Johann Abraham Peter Schulz (Six diverses pièces pour le clavecin ou pianoforte, 1778-1779) n'ont plus aucun lien cyclique. L'émancipation du mouvement unique a été une motivation pour les compositeurs à écrire des pièces de caractère.

### La  poésie musicale au 19e siècle
Le début du romantisme a créé de nouvelles conditions. Ce qui fut décisif à cette époque, c'est que la sonate pour piano n'était plus considérée comme le genre représentatif de la musique pour piano. Au contraire, le principe d'une conception lyrique et mélodieuse devint la nouvelle base de la musique instrumentale de cette époque. Le morceau de caractère, avec ses tendances poétiques, fut alors amené à un nouveau développement.
L'un des premiers représentants de la pièce de caractère moderne, Johann Wenzel Tomaschek, originaire de Prague, écrivit à partir de 1807, sur une période de plus de 30 ans, un total de dix albums avec des pièces de caractère prononcées, la plupart du temps sous forme de lied en trois parties. Les Bucoliques publiées depuis 1810-1811 furent suivies plus tard par des rhapsodies. Les Etudes caractéristiques pour le pianoforte (1836) de Ignaz Moscheles peuvent encore être considérées comme des variantes tardives d'une représentation baroque des affects. Elles ont des titres tels que : Colère, Contradiction, Tendresse, Peur.
Avec le temps, les « pièces pour main » sont devenues des études plus exigeantes sur le plan technique. On y trouve des points de départ essentiels pour les œuvres d'artistes ultérieurs, notamment  les Lieder ohne Worte ([ Romances sans paroles ]), Sieben charakteristische Stücke op. 7 (1827) de Felix Mendelssohn Bartholdy. Celles-ci s'inscrivent dans le sillage de leurs prédécesseurs Ludwig Berger et Ignaz Moscheles. Contrairement à Mendelssohn, Franz Schubert trouvait ses modèles musicaux principalement dans la musique vocale.
Chez Robert Schumann, l'élément poétisant est souvent confirmé par des titres (scènes de la forêt, scènes d'enfants, pièce de nuit, pièce de fantaisie, feuillets d'album...). Les 18 Davidsbündlertänze op. 6 (1837) ne sont désignées comme pièces de caractère que dans la 2ème édition de 1850-1851.

### Popularisation et perte de prestige
Avec la popularisation de la pièce de caractère dans la musique légère et l'apparition de la symphonie à programme, du poème symphonique et de la musique dans le ballet romantique, où des actions entières sont présentées musicalement dans un cadre plus large et avec une plus grande distribution, la pièce de caractère perdit de son importance. Il fut d'autant plus souvent combiné avec les sensations optiques de l'époque comme le panorama et le diorama ou le Lebensbild (de) ([tableau de vie]) dans le théâtre populaire. En contrepartie, l'idéal d'une musique pure qui devait être « purifiée » des significations extra-musicales se forma.
Dans le sillage de Schumann (Davidsbündlertänze, 1837), on trouve des artistes comme Stephen Heller, Theodor Kirchner (Neue Davidsbündlertänze op. 17, 1872, et Charakterstücke op. 61, 1882) et Adolf Jensen. La pièce de caractère devint de plus en plus une sorte de modèle. Des compositeurs ultérieurs comme Edvard Grieg ont développé leur propre style (Jour de noces à Troldhaugen [Bryllupsdag på Troldhaugen], 1897).

### Variantes au 20e siècle
Par le biais de l'impressionnisme de Claude Debussy, une tradition française de la pièce de caractère (Children's Corner, Estampes, Images) s'est développée, passant par Maurice Ravel, Eric Satie et Olivier Messiaen.
À partir de la fin du 19e siècle, les œuvres de musique de salon sont également appelées pièces de caractère. La musique radiophonique du 20e siècle a cultivé le morceau de caractère comme souvenir touristique (An der blauen Adria [Sur la côte bleue de l'Adriatique] de Gerhard Winkler) ou morceau de musique fonctionnel (Der fröhliche Wecker [Le joyeux réveil] de Boris Mersson). Le terme prend ainsi un caractère chatoyant et est souvent utilisé de manière péjorative. Les pièces de caractère de cette époque mettent l'accent sur un effet musical surprenant. On peut citer par exemple Petersburger Schlittenfahrt (dans certains enregistrements avec des claquements de fouet et des aboiements de chiens) et Die Mühle im Schwarzwald (dans certains enregistrements avec des gazouillis d'oiseaux) de Richard Eilenberg, Auf einem persischen Markt de Albert Ketèlbey (utilisé dans la musique de cirque comme incarnation de l'orientalisme) et Heinzelmännchens Wachtparade de Kurt Noack.

## Distinction avec la musique à programme
Il n'est pas toujours facile de distinguer la musique à programme des pièces de caractère. Le musicologue Hugo Riemann considérait que « le fait que le compositeur s'attarde avec ravissement sur l'effet individuel » (Handbuch der Musikgeschichte, 1913) était une caractéristique de la pièce de caractère. En revanche, la musique à programme décrit une action entière. La différence entre le caractère et l'action dans la Poétique d'Aristote est le meilleur moyen de faire la distinction : La musique à programme décrit une sorte de drame ou d'épopée, tandis que la pièce de caractère reste statique et présente tout au plus des contrastes (si souvent dans une partie centrale).

## Formes
La pièce de caractère, contrairement aux mouvements d'une sonate ou d'une suite, est souvent isolée, comme feuille d'album, pièce détachée ou moment musical. Plusieurs pièces lyriques sont réunies parfois entre elles pour former des cycles, par exemple avec des thèmes similaires (comme les Scènes d'enfants de Schumann). Les formes de danse, de lied et de rondo servent de modèle. Depuis le romantisme, ce sont surtout les formes de lied qui ont été utilisées.